# Eremosparton
Eremosparton é um género botânico pertencente à família Fabaceae.